# Hagyó Miklós
Hagyó Miklós (Jászberény, 1967. július 20. –) magyar politikus, a Magyar Szocialista Párt (MSZP) tagja (párttagságát felfüggesztette), Budapest volt főpolgármester-helyettese, országgyűlési képviselő 2002–2010 között.

## Pályafutása
Hagyó Miklós 1985-ben érettségizett, majd 1989-ben a Kertészeti és Élelmiszeripari Egyetemen szerzett főiskolai diplomát, ezt követően több nemzetközi kereskedelmi cégnél dolgozott.
1998-ban a Magyar Szocialista Párt tagja lett, később a XII. kerületi szervezet elnöke, az Országos Választmány tagja. 2000-től lett MSZP Országos Karitatív tagozatának ügyvezető elnöke. Ő és dr. Oláh Lajos, a tagozat elnökségi tagja indította el 2005 nyarán a Reménysugár Erdélyért akciót az Erdélyt sújtó özönvízszerű áradás károsultjainak megsegítésére, amelynek eredményeképpen – a lakossági gyűjtésnek köszönhetően – több kamionnyi élelmiszert, gyógyszert, pokrócot és sátrat sikerült gyorssegélyként eljuttatni a legtöbbet szenvedett településekre.
A 2002-es országgyűlési választáson az MSZP országos listájáról jutott be az Országgyűlésbe, ahol a környezetvédelmi és a külügyi állandó bizottságokban tevékenykedett. 2006-ban az MSZP budapesti listájának 12. helyén szerepelt, ekkor innen szerezte újabb képviselői mandátumát.
A 2006-os önkormányzati választáson az MSZP fővárosi listájáról a hatodik helyen került be a Fővárosi Önkormányzatba, ahol az MSZP–SZDSZ-koalíció Demszky Gábor főpolgármester egyik helyettesének választotta, s többek között Budapest sportéletének felügyelete lett a feladata. Emellett a Magyar Olimpiai Bizottság tagjaként és – 2007-től – a Magyar Szinkronúszó Alszövetség elnökeként tevékenykedett.
2008 áprilisában felkérte politikustársait, hogy a szabadságjogaiktól megfosztott tibetiek melletti állásfoglalásként – pártállásra való tekintet nélkül – csatlakozzanak ők is a Tibetet Segítő Társaság, a Védegylet, a Társaság a Szabadságjogokért és a Zöld Fiatalok kezdeményezéséhez, azaz magyar politikusok ne jelenjenek meg a Pekingben sorra kerülő nyári olimpia eseményein. A nyilatkozat kiváltó oka a márciusban kezdődő tibeti zavargások voltak, amelyre a kínai hatalom erőszakkal válaszolt.
Fellépett a holokauszt tagadásának bűncselekménnyé nyilvánításáért. 2007 decemberében az ünnepi eseményeket rendre megzavaró neonáci zavargásokra reagálva kiáltványt tett közzé, melyben többek között arról írt, hogy „Valahol és valamiben mindannyian kisebbségiek vagyunk. Amikor tehát bárhol és bármikor egy kisebbség lesz politikai céltáblává, mindenkinek résen kell lennie.” 2009-ben kijelentette, hogy a holokauszt-tagadás büntetőjogi szankcionálását célzó törvényjavaslat határozathozatalakor erkölcsi okokból név szerinti szavazást fog kezdeményezni. A törvény végül 2010 áprilisában lépett hatályba a parlament döntése alapján.

## A BKV-ügy
2009 nyarán robbant ki a túlzott végkielégítési és a korábbi, a BKV számára aránytalanul hátrányos szerződéskötések körüli botránysorozat, amely Hagyó Miklós politikai bukásához, letartóztatásához, majd felfüggesztett börtönbüntetéséhez vezetett. Az ügy nyilvánosságra kerülését követően az MSZP budapesti elnöksége felkérte Hagyót, hogy november 20-ig mondjon le főpolgármester-helyettesi tisztségéről. 2010 februárjában Hagyó az MSZP budapesti elnöksége kérésére lemondott fővárosi közgyűlési mandátumáról, visszalépett budapesti listás helyéről és az egyéni képviselő-jelöltségtől. Felfüggesztette MSZP-s párttagságát, és lemondott a XII. kerületi szocialista alapszervezet elnöki pozíciójáról is. Pártja a 2010-es országgyűlési választásokon Katona Tamást indította helyette az egyéni választókerületében. Hagyót országgyűlési képviselői mandátumával járó mentelmi jogának megszűnésekor, vagyis az új országgyűlés alakuló ülésének napján őrizetbe vették.
2016. január 26-án az első fokon eljáró Kecskeméti Törvényszék hivatali visszaélésben és felbujtóként elkövetett hűtlen kezelésben bűnösnek találta és két év börtönbüntetésre ítélte őt négy év próbaidőre felfüggesztve, valamint Balogh Zsolt volt BKV-vezérigazgatóval közösen fizetendő 39,6 millió forint pénzbüntetést is kiszabott.
Másodfokon a Szegedi Ítélőtábla 2017 szeptemberében enyhítette az első fokon kiszabott büntetést. A táblabíróság jogerősen másfél év, három évre felfüggesztett börtönbüntetéssel sújtotta őt hivatali visszaélés és – felbujtóként elkövetett – hűtlen kezelés bűntette miatt.

## Magánélete
Társalgási szinten beszél angolul. Szabadidejét szívesen tölti természetjárással. Rendszeresen részt vesz a Hunyadi-túrákon, Szent István Vándorlásokon, és megtette az El Camino zarándokutat is.

### Videók
- Az RTL Klub Házon kívül című műsorának 2010. február 11-i adása Hagyó Miklósról - with english subtitle
- Hagyó Miklós: Budapest, én így szeretlek! with english subtitle
- Hagyó: Ilyen lejárató kampány még nem volt - Index 2010.02.02-i videója
- Látogathatta Hagyó Miklóst jogi képviselőként az élettársa - Index 2012.01.16-i videója
- Kádár: a vallomásokban felbukkannak furcsa „fantomok” - Az ATV Egyenes Beszéd c. műsorának 2012.11.14-i adása
- Kádár András Kristóf: nem állt fenn a szökés veszélye Hagyó Miklós esetében - Az ATV Egyenes Beszéd c. műsorának 2013.04.27-i adása

### ABKV-üggyelrészletesen foglalkozó tanulmányok
- Egy (alkotmányos alapjogok hatálya alól) kiemelt ügy? - Kádár Éva, Jogi Fórum (pdf)
- BKV-ügy – a törvényes bírósághoz való jog hatálya alól is kiemelve? - Kádár Éva, Jogi Fórum (pdf)
- „Sajtószabadság" Magyarországon, avagy az MTI elfogultsága a Hagyó-perrel kapcsolatban - Homolya Emma, Egyenlítő Blog
- A nokiás doboz legendája és a valóság